# Mark Liburkin
Mark Savel'evič Liburkin (Vitebsk, 31 agosto 1910 – Mosca, 5 marzo 1953) è stato un compositore di scacchi sovietico.
Di professione esperto finanziario, era capo contabile in un'importante società di Mosca. Cominciò ad interessarsi agli studi nel 1925, dopo aver letto un articolo di Leonid Kubbel sugli studi di stallo. Compose circa 120 studi, ottenendo 18 primi premi in concorsi internazionali.
Molti suoi studi sono di notevole eleganza, estremamente curati nella forma e con grande originalità di idee. Vinse il secondo e il terzo campionato sovietico per la composizione (una volta ex aequo con Vladimir Korol'kov). Era un buon giocatore a tavolino, Jurij Averbach ha dichiarato di averlo visto spesso partecipare a tornei del Central Chess Club di Mosca. Dopo la seconda guerra mondiale divenne editore della sezione studi della rivista Šakhmaty v SSSR.
Oltre 40 suoi studi sono riportati nella raccolta di 650 studi di Alexander Kazantsev The Soviet Chess Study (Mosca, 1955).
Morì a soli 43 anni per una grave malattia.

## Uno studio di Mark Liburkin
|   | a | b | c | d | e | f | g | h |   |
| 8 | a8 re del nero · d8 re del bianco · b6 pedone del bianco · b4 torre del bianco · d3 pedone del nero · b2 pedone del nero · e2 alfiere del nero · f2 alfiere del nero | a8 re del nero · d8 re del bianco · b6 pedone del bianco · b4 torre del bianco · d3 pedone del nero · b2 pedone del nero · e2 alfiere del nero · f2 alfiere del nero | a8 re del nero · d8 re del bianco · b6 pedone del bianco · b4 torre del bianco · d3 pedone del nero · b2 pedone del nero · e2 alfiere del nero · f2 alfiere del nero | a8 re del nero · d8 re del bianco · b6 pedone del bianco · b4 torre del bianco · d3 pedone del nero · b2 pedone del nero · e2 alfiere del nero · f2 alfiere del nero | a8 re del nero · d8 re del bianco · b6 pedone del bianco · b4 torre del bianco · d3 pedone del nero · b2 pedone del nero · e2 alfiere del nero · f2 alfiere del nero | a8 re del nero · d8 re del bianco · b6 pedone del bianco · b4 torre del bianco · d3 pedone del nero · b2 pedone del nero · e2 alfiere del nero · f2 alfiere del nero | a8 re del nero · d8 re del bianco · b6 pedone del bianco · b4 torre del bianco · d3 pedone del nero · b2 pedone del nero · e2 alfiere del nero · f2 alfiere del nero | a8 re del nero · d8 re del bianco · b6 pedone del bianco · b4 torre del bianco · d3 pedone del nero · b2 pedone del nero · e2 alfiere del nero · f2 alfiere del nero | 8 |
| 7 | a8 re del nero · d8 re del bianco · b6 pedone del bianco · b4 torre del bianco · d3 pedone del nero · b2 pedone del nero · e2 alfiere del nero · f2 alfiere del nero | a8 re del nero · d8 re del bianco · b6 pedone del bianco · b4 torre del bianco · d3 pedone del nero · b2 pedone del nero · e2 alfiere del nero · f2 alfiere del nero | a8 re del nero · d8 re del bianco · b6 pedone del bianco · b4 torre del bianco · d3 pedone del nero · b2 pedone del nero · e2 alfiere del nero · f2 alfiere del nero | a8 re del nero · d8 re del bianco · b6 pedone del bianco · b4 torre del bianco · d3 pedone del nero · b2 pedone del nero · e2 alfiere del nero · f2 alfiere del nero | a8 re del nero · d8 re del bianco · b6 pedone del bianco · b4 torre del bianco · d3 pedone del nero · b2 pedone del nero · e2 alfiere del nero · f2 alfiere del nero | a8 re del nero · d8 re del bianco · b6 pedone del bianco · b4 torre del bianco · d3 pedone del nero · b2 pedone del nero · e2 alfiere del nero · f2 alfiere del nero | a8 re del nero · d8 re del bianco · b6 pedone del bianco · b4 torre del bianco · d3 pedone del nero · b2 pedone del nero · e2 alfiere del nero · f2 alfiere del nero | a8 re del nero · d8 re del bianco · b6 pedone del bianco · b4 torre del bianco · d3 pedone del nero · b2 pedone del nero · e2 alfiere del nero · f2 alfiere del nero | 7 |
| 6 | a8 re del nero · d8 re del bianco · b6 pedone del bianco · b4 torre del bianco · d3 pedone del nero · b2 pedone del nero · e2 alfiere del nero · f2 alfiere del nero | a8 re del nero · d8 re del bianco · b6 pedone del bianco · b4 torre del bianco · d3 pedone del nero · b2 pedone del nero · e2 alfiere del nero · f2 alfiere del nero | a8 re del nero · d8 re del bianco · b6 pedone del bianco · b4 torre del bianco · d3 pedone del nero · b2 pedone del nero · e2 alfiere del nero · f2 alfiere del nero | a8 re del nero · d8 re del bianco · b6 pedone del bianco · b4 torre del bianco · d3 pedone del nero · b2 pedone del nero · e2 alfiere del nero · f2 alfiere del nero | a8 re del nero · d8 re del bianco · b6 pedone del bianco · b4 torre del bianco · d3 pedone del nero · b2 pedone del nero · e2 alfiere del nero · f2 alfiere del nero | a8 re del nero · d8 re del bianco · b6 pedone del bianco · b4 torre del bianco · d3 pedone del nero · b2 pedone del nero · e2 alfiere del nero · f2 alfiere del nero | a8 re del nero · d8 re del bianco · b6 pedone del bianco · b4 torre del bianco · d3 pedone del nero · b2 pedone del nero · e2 alfiere del nero · f2 alfiere del nero | a8 re del nero · d8 re del bianco · b6 pedone del bianco · b4 torre del bianco · d3 pedone del nero · b2 pedone del nero · e2 alfiere del nero · f2 alfiere del nero | 6 |
| 5 | a8 re del nero · d8 re del bianco · b6 pedone del bianco · b4 torre del bianco · d3 pedone del nero · b2 pedone del nero · e2 alfiere del nero · f2 alfiere del nero | a8 re del nero · d8 re del bianco · b6 pedone del bianco · b4 torre del bianco · d3 pedone del nero · b2 pedone del nero · e2 alfiere del nero · f2 alfiere del nero | a8 re del nero · d8 re del bianco · b6 pedone del bianco · b4 torre del bianco · d3 pedone del nero · b2 pedone del nero · e2 alfiere del nero · f2 alfiere del nero | a8 re del nero · d8 re del bianco · b6 pedone del bianco · b4 torre del bianco · d3 pedone del nero · b2 pedone del nero · e2 alfiere del nero · f2 alfiere del nero | a8 re del nero · d8 re del bianco · b6 pedone del bianco · b4 torre del bianco · d3 pedone del nero · b2 pedone del nero · e2 alfiere del nero · f2 alfiere del nero | a8 re del nero · d8 re del bianco · b6 pedone del bianco · b4 torre del bianco · d3 pedone del nero · b2 pedone del nero · e2 alfiere del nero · f2 alfiere del nero | a8 re del nero · d8 re del bianco · b6 pedone del bianco · b4 torre del bianco · d3 pedone del nero · b2 pedone del nero · e2 alfiere del nero · f2 alfiere del nero | a8 re del nero · d8 re del bianco · b6 pedone del bianco · b4 torre del bianco · d3 pedone del nero · b2 pedone del nero · e2 alfiere del nero · f2 alfiere del nero | 5 |
| 4 | a8 re del nero · d8 re del bianco · b6 pedone del bianco · b4 torre del bianco · d3 pedone del nero · b2 pedone del nero · e2 alfiere del nero · f2 alfiere del nero | a8 re del nero · d8 re del bianco · b6 pedone del bianco · b4 torre del bianco · d3 pedone del nero · b2 pedone del nero · e2 alfiere del nero · f2 alfiere del nero | a8 re del nero · d8 re del bianco · b6 pedone del bianco · b4 torre del bianco · d3 pedone del nero · b2 pedone del nero · e2 alfiere del nero · f2 alfiere del nero | a8 re del nero · d8 re del bianco · b6 pedone del bianco · b4 torre del bianco · d3 pedone del nero · b2 pedone del nero · e2 alfiere del nero · f2 alfiere del nero | a8 re del nero · d8 re del bianco · b6 pedone del bianco · b4 torre del bianco · d3 pedone del nero · b2 pedone del nero · e2 alfiere del nero · f2 alfiere del nero | a8 re del nero · d8 re del bianco · b6 pedone del bianco · b4 torre del bianco · d3 pedone del nero · b2 pedone del nero · e2 alfiere del nero · f2 alfiere del nero | a8 re del nero · d8 re del bianco · b6 pedone del bianco · b4 torre del bianco · d3 pedone del nero · b2 pedone del nero · e2 alfiere del nero · f2 alfiere del nero | a8 re del nero · d8 re del bianco · b6 pedone del bianco · b4 torre del bianco · d3 pedone del nero · b2 pedone del nero · e2 alfiere del nero · f2 alfiere del nero | 4 |
| 3 | a8 re del nero · d8 re del bianco · b6 pedone del bianco · b4 torre del bianco · d3 pedone del nero · b2 pedone del nero · e2 alfiere del nero · f2 alfiere del nero | a8 re del nero · d8 re del bianco · b6 pedone del bianco · b4 torre del bianco · d3 pedone del nero · b2 pedone del nero · e2 alfiere del nero · f2 alfiere del nero | a8 re del nero · d8 re del bianco · b6 pedone del bianco · b4 torre del bianco · d3 pedone del nero · b2 pedone del nero · e2 alfiere del nero · f2 alfiere del nero | a8 re del nero · d8 re del bianco · b6 pedone del bianco · b4 torre del bianco · d3 pedone del nero · b2 pedone del nero · e2 alfiere del nero · f2 alfiere del nero | a8 re del nero · d8 re del bianco · b6 pedone del bianco · b4 torre del bianco · d3 pedone del nero · b2 pedone del nero · e2 alfiere del nero · f2 alfiere del nero | a8 re del nero · d8 re del bianco · b6 pedone del bianco · b4 torre del bianco · d3 pedone del nero · b2 pedone del nero · e2 alfiere del nero · f2 alfiere del nero | a8 re del nero · d8 re del bianco · b6 pedone del bianco · b4 torre del bianco · d3 pedone del nero · b2 pedone del nero · e2 alfiere del nero · f2 alfiere del nero | a8 re del nero · d8 re del bianco · b6 pedone del bianco · b4 torre del bianco · d3 pedone del nero · b2 pedone del nero · e2 alfiere del nero · f2 alfiere del nero | 3 |
| 2 | a8 re del nero · d8 re del bianco · b6 pedone del bianco · b4 torre del bianco · d3 pedone del nero · b2 pedone del nero · e2 alfiere del nero · f2 alfiere del nero | a8 re del nero · d8 re del bianco · b6 pedone del bianco · b4 torre del bianco · d3 pedone del nero · b2 pedone del nero · e2 alfiere del nero · f2 alfiere del nero | a8 re del nero · d8 re del bianco · b6 pedone del bianco · b4 torre del bianco · d3 pedone del nero · b2 pedone del nero · e2 alfiere del nero · f2 alfiere del nero | a8 re del nero · d8 re del bianco · b6 pedone del bianco · b4 torre del bianco · d3 pedone del nero · b2 pedone del nero · e2 alfiere del nero · f2 alfiere del nero | a8 re del nero · d8 re del bianco · b6 pedone del bianco · b4 torre del bianco · d3 pedone del nero · b2 pedone del nero · e2 alfiere del nero · f2 alfiere del nero | a8 re del nero · d8 re del bianco · b6 pedone del bianco · b4 torre del bianco · d3 pedone del nero · b2 pedone del nero · e2 alfiere del nero · f2 alfiere del nero | a8 re del nero · d8 re del bianco · b6 pedone del bianco · b4 torre del bianco · d3 pedone del nero · b2 pedone del nero · e2 alfiere del nero · f2 alfiere del nero | a8 re del nero · d8 re del bianco · b6 pedone del bianco · b4 torre del bianco · d3 pedone del nero · b2 pedone del nero · e2 alfiere del nero · f2 alfiere del nero | 2 |
| 1 | a8 re del nero · d8 re del bianco · b6 pedone del bianco · b4 torre del bianco · d3 pedone del nero · b2 pedone del nero · e2 alfiere del nero · f2 alfiere del nero | a8 re del nero · d8 re del bianco · b6 pedone del bianco · b4 torre del bianco · d3 pedone del nero · b2 pedone del nero · e2 alfiere del nero · f2 alfiere del nero | a8 re del nero · d8 re del bianco · b6 pedone del bianco · b4 torre del bianco · d3 pedone del nero · b2 pedone del nero · e2 alfiere del nero · f2 alfiere del nero | a8 re del nero · d8 re del bianco · b6 pedone del bianco · b4 torre del bianco · d3 pedone del nero · b2 pedone del nero · e2 alfiere del nero · f2 alfiere del nero | a8 re del nero · d8 re del bianco · b6 pedone del bianco · b4 torre del bianco · d3 pedone del nero · b2 pedone del nero · e2 alfiere del nero · f2 alfiere del nero | a8 re del nero · d8 re del bianco · b6 pedone del bianco · b4 torre del bianco · d3 pedone del nero · b2 pedone del nero · e2 alfiere del nero · f2 alfiere del nero | a8 re del nero · d8 re del bianco · b6 pedone del bianco · b4 torre del bianco · d3 pedone del nero · b2 pedone del nero · e2 alfiere del nero · f2 alfiere del nero | a8 re del nero · d8 re del bianco · b6 pedone del bianco · b4 torre del bianco · d3 pedone del nero · b2 pedone del nero · e2 alfiere del nero · f2 alfiere del nero | 1 |
|   | a | b | c | d | e | f | g | h |   |

  Soluzione:

Un altro studio di Mark Liburkin è riportato alla voce Posizione di Saavedra. 